# Саад аль-Абдулла ас-Салем ас-Сабах
Саад аль-Абдулла ас-Салем ас-Сабах (араб. سعد العبد الله السالم الصباح; 1930 — 13 травня 2008) — чотирнадцятий емір Кувейту, четвертий прем'єр-міністр Кувейту.

## Життєпис
Саад аль-Абдулла ас-Салем ас-Сабах народився у 1930 році. Закінчивши школу в Кувейті, він перейшов на службу в поліцію ще підлітком. Закінчивши навчання, його перевели на посаду поліцейського. Під час своєї поліцейської підготовки він рік провів у столичному поліцейському коледжі Хендон у Лондоні.
Після того, як Велика Британія надала незалежність Кувейту в 1961 році, шейх Саад аль-Абдулла ас-Салем ас-Сабах став міністром внутрішніх справ теперішнього суверенного Емірата у 1962 році, а незабаром також став міністром оборони.
Після того, як Джабіра було проголошено еміром 1977 року, новий правитель Кувейту призначив Саада аль-Абдалла ас-Саліма ас-Сабаха спадкоємцем престолу в 1978 році. Оскільки в кувейтській династії традиція, що спадкоємець престолу є також прем'єр-міністром, Саад аль-Абдулла ас-Салем ас-Сабах також прийняв цю посаду в лютому 1978 року, яку він обіймав до липня 2003 року. Зі смертю Джабіра 15 січня 2006 року він став призначеним новим еміром. Ще до того, як він був офіційно приведений до присяги 24 січня, проте опір його вступу на посаду піднявся насамперед у парламенті. Через його хворобу, йому 75-річному зробили операцію на кишці в 1997 році і з того часу він тяжко хворів — його здатність виступати на посаді була поставлена під сумнів. 24 січня 2006 року його усунув з посади парламент Кувейту.
Разом з Еміром Джабіром Саад пережив кілька криз, найбільшою з яких було вторгнення Баасистського Іраку 2 серпня 1990 року, який призвів до виїзду до Саудівської Аравії.
Шейх Саад аль-Абдулла помер від серцевого нападу 13 травня 2008 року під час прогулянки по саду палацу Шааб (Кувейт-Сіті) у віці 78 років.